# 37.º Regimiento Antiaéreo (motorizado mixto)
El 37.º Regimiento Antiaéreo (motorizado mixto) (Flak-Regiment. 37 (mot.)) fue una unidad de la Luftwaffe durante la Segunda Guerra Mundial.

## Historia
Fue formado el 1 de julio de 1939 en Mähr.Ostrau (VIII Comando Aéreo) como el 37.º Batallón Antiaéreo, con 1. - 2. Baterías. Pocos meses después (octubre de 1939?), se expandió a 5 baterías (1. - 5./37.º Regimiento Antiaéreo) y como I Grupo/37.º Regimiento Antiaéreo. Fue destruido en enero de 1943 en Stalingrado. Fue reformado en abril de 1943(?) en Augsburg.

## Servicios
- julio de 1939 – octubre de 1939: bajo el VIII Comando Administrativo Aéreo.
- 1940: en Francia, II Cuerpo Antiaéreo (202.º Regimiento Antiaéreo).
- julio de 1940: en Dunquerque.
- octubre de 1940 – noviembre de 1940: en Ostende (6.º Regimiento Antiaéreo).
- abril de 1941: en los Balcanes, apoyando al XIV Cuerpo de Ejército.
- junio de 1941: Comandante de todas las unidades de la Fuerza Aérea adscritas al 6.º Ejército (91.º Regimiento Antiaéreo) en la Rusia meridional.
- 1941 – 1942: sirvió bajo el 4.º Regimiento Antiaéreo, 12.º Regimiento Antiaéreo y 91.º Regimiento Antiaéreo.
- enero de 1943: en Stalingrado bajo la 9.ª División Antiaérea (104.º Regimiento Antiaéreo).
- abril de 1943 – agosto de 1943: en Augsburg.
- agosto de 1943: en el norte de Italia.
- 1 de noviembre de 1943: bajo el Comando Antiaéreo Norditalien (39.º Regimiento Antiaéreo).
- 1 de enero de 1944 : bajo la 3.ª Brigada Antiaérea (39.º Regimiento Antiaéreo).
- 1 de febrero de 1944: bajo la 22.ª Brigada Antiaérea (Comando Antiaéreo Mittelitalien).
- 1 de marzo de 1944: bajo la 22.ª Brigada Antiaérea (105.º Regimiento Antiaéreo).
- 1 de abril de 1944: bajo la 22.ª Brigada Antiaérea (105.º Regimiento Antiaéreo).
- 1 de mayo de 1944: bajo la 22.ª Brigada Antiaérea (105.º Regimiento Antiaéreo).
- mayo de 1944: en Spoleto (14.º Ejército).
- 1 de junio de 1944: bajo la 22.ª Brigada Antiaérea (135.º Regimiento Antiaéreo).
- 1 de julio de 1944: bajo la 22.ª Brigada Antiaérea (105.º Regimiento Antiaéreo) (4., 5./37.º Regimiento Antiaéreo bajo el 135.º Regimiento Antiaéreo).
- 1 de agosto de 1944: bajo la 25.ª División Antiaérea (5.º Regimiento Antiaéreo).
- 1 de septiembre de 1944: bajo la 22.ª Brigada Antiaérea (57.º Regimiento Antiaéreo).
- 1 de octubre de 1944: bajo la 22.ª Brigada Antiaérea (57.º Regimiento Antiaéreo).
- 1 de noviembre de 1944: bajo la 22.ª Brigada Antiaérea (57.º Regimiento Antiaéreo).
- 1 de diciembre de 1944: bajo la 22.ª Brigada Antiaérea (57.º Regimiento Antiaéreo).
- marzo de 1945: en Verona.